# Alina Petrowna Iwanowa

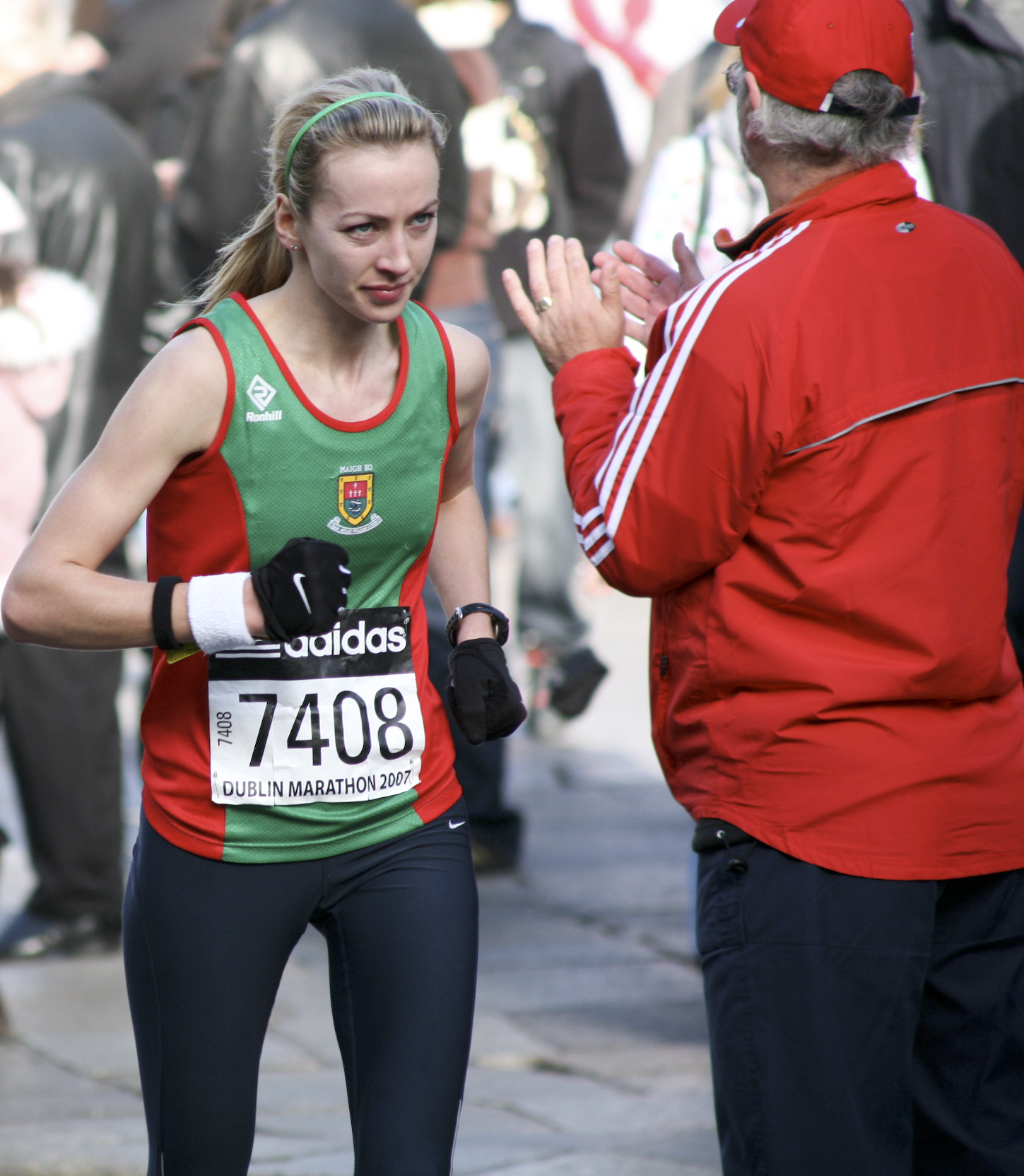
Alina Petrowna Iwanowa

Alina Petrowna Iwanowa (russisch Алина Петровна Иванова, engl. Transkription Alina Ivanova; * 16. März 1969 in Tscheljabinsk) ist eine russische Geherin und Langstreckenläuferin, die bis 1991 für die Sowjetunion und 1992 für die Gemeinschaft unabhängiger Staaten antrat.
Bei den Leichtathletik-Weltmeisterschaften 1991 in Tokio siegte sie im 10-km-Gehen. Mit 42:57 min hatte sie einen deutlichen Vorsprung auf die Schwedin Madelein Svensson und die Finnin Sari Essayah, die mit 43:13 min die Medaillenplätze belegten.
Bei den Leichtathletik-Halleneuropameisterschaften 1992 gewann Iwanowa im 3000-Meter-Gehen in 11:49,99 min vor der Italienerin Ileana Salvador und der Deutschen Beate Anders.
Bei den Olympischen Spielen 1992 in Barcelona gab es eine dramatische Schlussrunde im Olympiastadion. Die beiden Chinesinnen Chen Yueling und Li Chunxiu führten mit rund 20 Meter Vorsprung auf die beiden Geherinnen Jelena Nikolajewa und Alina Iwanowa, die für die Gemeinschaft unabhängiger Staaten (GUS) antraten. Die Verfolgerinnen holten allerdings zügig auf und insbesondere Iwanowa flog förmlich an die Chinesinnen heran. Im Ziel war Iwanowa nach 44:23 min vor Chen in 44:32 min, Nikolajewa in 44:33 min und Li in 44:41 min. Die Gehrichter hatten allerdings ebenfalls den Eindruck gehabt, dass Iwanowa heranflog. Sie wurde wegen fehlender Bodenhaftung disqualifiziert, und Chen war Olympiasiegerin.
Danach begann Iwanowa eine Karriere als Straßenläuferin. 2000 blieb sie als Siegerin des Prag-Marathons das erste Mal unter 2:30 Stunden bei einem Marathonlauf. 2001 stellte sie als Vierte des London-Marathons mit 2:25:34 h ihre persönliche Bestzeit auf. 2003 wurde sie Fünfte beim Berlin-Marathon, 2005 Vierte beim Hamburg-Marathon. Im Jahr darauf siegte sie erneut in Prag, und 2006 und 2007 gewann sie den Dublin-Marathon.
Auch an internationalen Meisterschaften hat sie in ihrer neuen Disziplin teilgenommen. Ihre beste Platzierung bei den Halbmarathon-Weltmeisterschaften erzielte sie 2004 in Neu-Delhi als Neunte. Beim Marathon der Leichtathletik-Weltmeisterschaften 2005 in Helsinki belegte sie den 20. Platz.
Alina Iwanowa ist 1,64 m groß und wiegt 49 kg.

## Bestzeiten
- Halbmarathon: 1:09:32 h, 14. Oktober 2007, Udine
- Marathon: 2:25:34 h, 22. April 2001, London
- 10 Kilometer Gehen: 42:16 min, 27. Mai 1989, Nawapolazk